# Козма Евморфопулос
Козма (на гръцки: Κοσμάς, Космас) е гръцки духовник, митрополит на Вселенската патриаршия.

## Биография
Роден е в 1860 година с фамилията Евморфопулос (Ευμορφόπουλος) в тракийското село Мадитос, днес Еджеабат, Турция. В 1882 година завършва Богословското училище на Халки, където е ръкоположен за дякон. След дипломирането си служи като архидякон и проповедник в Халкидонската митрополия при митрополит Калиник, под чието покровотелство е. В 1887 година започва да служи в Патриаршията, първоначално като велик архидякон, а по-късно като велик протосингел.
На 9 юни 1888 година е избран единодушно за дринополски митрополит срещу епископите Фотий Иринуполски и Софроний Памфилски. На 19 юни 1888 година в патриаршеската катедрала „Свети Георги“ в Цариград е ръкоположен за дринополски митрополит от митрополит Калиник Халкидонски в съслужение с митрополитите Калиник Деркоски, Йероним Никополски и Превезки, Лука Серски, Герасим Анкарски и Константий Визенски.
На 14 април 1892 година заема митрополитската катедра в Бер, като остава на него до 15 юли 1895 година. В Бер за краткия си мандат успява да реорганизира гръцката община и учебното дело. В 1895 година поема Пелагонийската митрополия в Битоля, а на 19 октомври 1899 година Никополската и Превезка епархия. В 1901 година заминава за Карлсбад да се лекува от бъбреци, но умира на кораба в пристанището на Корфу на 14 или 15 септември 1901 година. Погребан е на Корфу.